# Marilú Padua
Marilú Padua, de nombre completo María de la Luz Padua Orihuela, es una activista por los derechos humanos mexicana y la secretaria de Género y Derechos Humanos del Sindicato Nacional de Trabajadores y Trabajadoras del Hogar, una organización que tiene como objetivo defender los derechos de las trabajadoras del hogar en México. En esta organización es la responsable del programa de colocación. Lideró la campaña "Voces de los defensores", que creó comunicados de prensa y otros medios para presionar a los gobiernos para que respondan a la pandemia de la COVID-19 teniendo en cuenta los derechos humanos.

## Activismo
Padua trabajó como empleada doméstica antes de unirse al Sindicato Nacional de Trabajadoras Domésticas y convertirse en la secretaria de Género y Derechos Humanos del sindicato. Además, estuvo a cargo del programa de colocación. Luego se convirtió en la secretaria general del sindicato, dirigiendo sus esfuerzos.
Durante la pandemia de COVID-19, Padua buscó sacar a la luz los desafíos que afrontan las trabajadoras domésticas y las prácticas injustas o peligrosas que desarrollaron sus empleadores. Entre sus preocupaciones estaban el equipo de protección personal para protegerse contra los productos químicos utilizados en la desinfección y limpieza, la falta de seguridad en el trabajo, la exposición a las personas en riesgo de COVID-19, la falta de horas extra pagadas para nuevas responsabilidades relacionadas con la pandemia y las nuevas dificultades de tener que cuidar a los niños que ya no asisten a la escuela en persona.

## Reconocimientos
En 2020, Padua fue reconocida por la Oficina del Alto Comisionado de las Naciones Unidas para los Derechos Humanos como Líder Regional por su defensa de los derechos humanos y su campaña "Voces de los defensores" en particular.